# District de burghs
L'Acte d'Union 1707 et la législation écossaise antérieure à l'Union prévoyaient l'élection de 14 Membres du Parlement (MPs) écossais dans les districts des burghs. Tous les burghs parlementaires (Burgh représentés dans le Parlement d'Écosse avant l'Union) étaient affectés à un district, à l'exception d'Édimbourg qui avait un MP à lui tout seul. Les burghs d'un quartier n'étaient pas nécessairement adjacents ou même proches les uns des autres.
Jusqu'en 1832, le conseil de chaque burgh d'un district élisait un commissaire, qui disposait d'une voix pour le MP. Le commissaire du Returning Burgh (dont la fonction tournait entre les burghs lors d'élections successives) avait une voix prépondérante supplémentaire si les nombres étaient égaux.
Le Scottish Reform Act 1832 a modifié la composition des districts et les limites d'un burghs à des fins parlementaires ont cessé d'être nécessairement celles du burgh à d'autres fins. La franchise a été étendue et les votes de tous les burghs ont été additionnés.
D'autres modifications ont été apportées au nombre et à la composition des districts en vertu de Representation of the People (Scotland) Act 1868, Redistribution of Seats Act 1885 et de la Representation of the People Act 1918.
Le système de district des burghs a finalement été interrompu par la House of Commons (Redistribution of Seats) Act 1949, mais le terme burgh a continué à être utilisé dans les noms de certaines circonscriptions jusqu'en 1974.
L'idée des burghs parlementaires se poursuit à ce jour, sous la forme de Circonscription de Burgh, distinctes des circonscriptions de comté. Cette distinction est significative en termes de dépenses allouées aux candidats aux élections.

## Liste des districts et burghs
| Période   | District                    | Burgh                 | Comté              |
| --------- | --------------------------- | --------------------- | ------------------ |
| 1708–1832 | Aberdeen Burghs             | Aberdeen              | Aberdeenshire      |
| 1708–1832 | Aberdeen Burghs             | Arbroath              | Forfarshire        |
| 1708–1832 | Aberdeen Burghs             | Inverbervie           | Kincardineshire    |
| 1708–1832 | Aberdeen Burghs             | Brechin               | Forfarshire        |
| 1708–1832 | Aberdeen Burghs             | Montrose              | Forfarshire        |
| 1708–1832 | Anstruther Easter Burghs    | Anstruther Easter     | Fife               |
| 1708–1832 | Anstruther Easter Burghs    | Anstruther Wester     | Fife               |
| 1708–1832 | Anstruther Easter Burghs    | Crail                 | Fife               |
| 1708–1832 | Anstruther Easter Burghs    | Kilrenny              | Fife               |
| 1708–1832 | Anstruther Easter Burghs    | Pittenweem            | Fife               |
| 1708–1950 | Ayr Burghs                  | Ayr                   | Ayrshire           |
| 1708–1918 | Ayr Burghs                  | Campbeltown           | Argyllshire        |
| 1708–1918 | Ayr Burghs                  | Inverary              | Argyllshire        |
| 1708–1950 | Ayr Burghs                  | Irvine                | Ayrshire           |
| 1708–1832 | Ayr Burghs                  | Rothesay              | Buteshire          |
| 1832–1918 | Ayr Burghs                  | Oban                  | Argyllshire        |
| 1918–1950 | Ayr Burghs                  | Ardrossan             | Ayrshire           |
| 1918–1950 | Ayr Burghs                  | Prestwick             | Ayrshire           |
| 1918–1950 | Ayr Burghs                  | Saltcoats             | Ayrshire           |
| 1918–1950 | Ayr Burghs                  | Troon                 | Ayrshire           |
| 1918–1950 | Dumbarton Burghs            | Dumbarton             | Dunbartonshire     |
| 1918–1950 | Dumbarton Burghs            | Clydebank             | Dunbartonshire     |
| 1708–1918 | Dumfries Burghs             | Dumfries              | Dumfriesshire      |
| 1708–1918 | Dumfries Burghs             | Annan                 | Dumfriesshire      |
| 1708–1918 | Dumfries Burghs             | Kirkcudbright         | Kirkcudbrightshire |
| 1708–1918 | Dumfries Burghs             | Lochmaben             | Dumfriesshire      |
| 1708–1918 | Dumfries Burghs             | Sanquhar              | Dumfriesshire      |
| 1918–1950 | Dunfermline Burghs          | Dunfermline           | Fife               |
| 1918–1950 | Dunfermline Burghs          | Cowdenbeath           | Fife               |
| 1918–1950 | Dunfermline Burghs          | Inverkeithing         | Fife               |
| 1918–1950 | Dunfermline Burghs          | Lochgelly             | Fife               |
| 1708–1832 | Dysart Burghs               | Dysart                | Fife               |
| 1708–1832 | Dysart Burghs               | Burntisland           | Fife               |
| 1708–1832 | Dysart Burghs               | Kinghorn              | Fife               |
| 1708–1832 | Dysart Burghs               | Kirkcaldy             | Fife               |
| 1708–1918 | Elgin Burghs                | Elgin                 | Elginshire         |
| 1708–1918 | Elgin Burghs                | Banff                 | Banffshire         |
| 1708–1918 | Elgin Burghs                | Cullen                | Banffshire         |
| 1708–1918 | Elgin Burghs                | Inverurie             | Aberdeenshire      |
| 1708–1918 | Elgin Burghs                | Kintore               | Aberdeenshire      |
| 1832–1918 | Elgin Burghs                | Peterhead             | Aberdeenshire      |
| 1832–1918 | Falkirk Burghs              | Falkirk               | Stirlingshire      |
| 1832–1918 | Falkirk Burghs              | Airdrie               | Lanarkshire        |
| 1832–1918 | Falkirk Burghs              | Hamilton              | Lanarkshire        |
| 1832–1918 | Falkirk Burghs              | Lanark                | Lanarkshire        |
| 1832–1918 | Falkirk Burghs              | Linlithgow            | Linlithgowshire    |
| 1708–1832 | Glasgow Burghs              | Glasgow               | Lanarkshire        |
| 1708–1832 | Glasgow Burghs              | Dumbarton             | Dunbartonshire     |
| 1708–1832 | Glasgow Burghs              | Renfrew               | Renfrewshire       |
| 1708–1832 | Glasgow Burghs              | Rutherglen            | Lanarkshire        |
| 1708–1885 | Haddington Burghs           | Haddington            | Haddingtonshire    |
| 1708–1885 | Haddington Burghs           | Dunbar                | Haddingtonshire    |
| 1708–1885 | Haddington Burghs           | Jedburgh              | Roxburghshire      |
| 1708–1885 | Haddington Burghs           | Lauder                | Berwickshire       |
| 1708–1885 | Haddington Burghs           | North Berwick         | Haddingtonshire    |
| 1868–1918 | Hawick Burghs               | Hawick                | Roxburghshire      |
| 1868–1918 | Hawick Burghs               | Galashiels            | Selkirkshire       |
| 1868–1918 | Hawick Burghs               | Selkirk               | Selkirkshire       |
| 1708–1918 | Inverness Burghs            | Inverness             | Inverness-shire    |
| 1708–1918 | Inverness Burghs            | Forres                | Elginshire         |
| 1708–1918 | Inverness Burghs            | Fortrose              | Ross-shire         |
| 1708–1918 | Inverness Burghs            | Nairn                 | Nairnshire         |
| 1832–1918 | Kilmarnock Burghs           | Kilmarnock            | Ayrshire           |
| 1832–1918 | Kilmarnock Burghs           | Dumbarton             | Dunbartonshire     |
| 1832–1918 | Kilmarnock Burghs           | Port Glasgow          | Renfrewshire       |
| 1832–1918 | Kilmarnock Burghs           | Renfrew               | Renfrewshire       |
| 1832–1918 | Kilmarnock Burghs           | Rutherglen            | Lanarkshire        |
| 1832–1950 | Kirkcaldy Burghs            | Kirkcaldy             | Fife               |
| 1832–1950 | Kirkcaldy Burghs            | Burntisland           | Fife               |
| 1832–1950 | Kirkcaldy Burghs            | Dysart                | Fife               |
| 1832–1950 | Kirkcaldy Burghs            | Kinghorn              | Fife               |
| 1918–1950 | Kirkcaldy Burghs            | Buckhaven             | Fife               |
| 1918–1950 | Kirkcaldy Burghs            | Methil and Innerleven | Fife               |
| 1832–1918 | Leith Burghs                | Leith                 | Edinburghshire     |
| 1832–1918 | Leith Burghs                | Musselburgh           | Edinburghshire     |
| 1832–1918 | Leith Burghs                | Portobello            | Edinburghshire     |
| 1708–1832 | Linlithgow Burghs           | Linlithgow            | Linlithgowshire    |
| 1708–1832 | Linlithgow Burghs           | Lanark                | Lanarkshire        |
| 1708–1832 | Linlithgow Burghs           | Peebles               | Peeblesshire       |
| 1708–1832 | Linlithgow Burghs           | Selkirk               | Selkirkshire       |
| 1832–1950 | Montrose Burghs             | Montrose              | Forfarshire        |
| 1832–1950 | Montrose Burghs             | Arbroath              | Forfarshire        |
| 1832–1950 | Montrose Burghs             | Brechin               | Forfarshire        |
| 1832–1950 | Montrose Burghs             | Forfar                | Forfarshire        |
| 1832–1950 | Montrose Burghs             | Inverbervie           | Aberdeenshire      |
| 1708–1832 | Perth Burghs                | Perth                 | Perthshire         |
| 1708–1832 | Perth Burghs                | Cupar                 | Fife               |
| 1708–1832 | Perth Burghs                | Dundee                | Forfarshire        |
| 1708–1832 | Perth Burghs                | Forfar                | Forfarshire        |
| 1708–1832 | Perth Burghs                | St Andrews            | Fife               |
| 1832–1918 | St Andrews Burghs           | St Andrews            | Fife               |
| 1832–1918 | St Andrews Burghs           | Anstruther Easter     | Fife               |
| 1832–1918 | St Andrews Burghs           | Anstruther Wester     | Fife               |
| 1832–1918 | St Andrews Burghs           | Crail                 | Fife               |
| 1832–1918 | St Andrews Burghs           | Cupar                 | Fife               |
| 1832–1918 | St Andrews Burghs           | Kilrenny              | Fife               |
| 1832–1918 | St Andrews Burghs           | Pittenweem            | Fife               |
| 1918–1950 | Stirling and Falkirk Burghs | Stirling              | Stirlingshire      |
| 1918–1950 | Stirling and Falkirk Burghs | Falkirk               | Stirlingshire      |
| 1918–1950 | Stirling and Falkirk Burghs | Grangemouth           | Stirlingshire      |
| 1708–1918 | Stirling Burghs             | Stirling              | Stirlingshire      |
| 1708–1918 | Stirling Burghs             | Culross               | Perthshire         |
| 1708–1918 | Stirling Burghs             | Dunfermline           | Fife               |
| 1708–1918 | Stirling Burghs             | Inverkeithing         | Fife               |
| 1708–1832 | Stirling Burghs             | Queensferry           | Linlithgowshire    |
| 1832–1918 | Stirling Burghs             | South Queensferry     | Linlithgowshire    |
| 1708–1832 | Tain Burghs                 | Tain                  | Ross-shire         |
| 1708–1832 | Tain Burghs                 | Dingwall              | Ross-shire         |
| 1708–1832 | Tain Burghs                 | Dornoch               | Sutherland         |
| 1708–1832 | Tain Burghs                 | Kirkwall              | Orkney             |
| 1708–1832 | Tain Burghs                 | Wick                  | Caithness          |
| 1832–1918 | Wick Burghs                 | Wick                  | Caithness          |
| 1832–1918 | Wick Burghs                 | Cromarty              | Cromartyshire      |
| 1832–1918 | Wick Burghs                 | Dingwall              | Ross-shire         |
| 1832–1918 | Wick Burghs                 | Dornoch               | Sutherland         |
| 1832–1918 | Wick Burghs                 | Kirkwall              | Orkney             |
| 1832–1918 | Wick Burghs                 | Tain                  | Ross-shire         |
| 1708–1885 | Wigtown Burghs              | Wigtown               | Wigtownshire       |
| 1708–1885 | Wigtown Burghs              | Stranraer             | Wigtownshire       |
| 1708–1885 | Wigtown Burghs              | New Galloway          | Kirkcudbrightshire |
| 1708–1885 | Wigtown Burghs              | Whithorn              | Wigtownshire       |

## Récapitulatif des districts et burghs par période
1708-1832 (14 Districts) (65 Burghs)
1. Aberdeen Burghs (5)
2. Anstruther Easter Burghs (5)
3. Ayr Burghs (5)
4. Dumfries Burghs (5)
5. Dysart Burghs (4)
6. Elgin Burghs (5)
7. Glasgow Burghs (4)
8. Haddington Burghs (5)
9. Inverness Burghs (4)
10. Linlithgow Burghs (4)
11. Perth Burghs (5)
12. Stirling Burghs (5)
13. Tain Burghs (5)
14. Wigtown Burghs (4)

1832-1868 (14 Districts) (69 Burghs)
1. Ayr Burghs (5)
2. Dumfries Burghs (5)
3. Elgin Burghs (6)
4. Falkirk Burghs (5)
5. Haddington Burghs (5)
6. Inverness Burghs (4)
7. Kilmarnock Burghs (5)
8. Kirkcaldy Burghs (4)
9. Leith Burghs (3)
10. Montrose Burghs (5)
11. St Andrews Burghs (7)
12. Stirling Burghs (5)
13. Wick Burghs (6)
14. Wigtown Burghs (4)

1868-1885 (15 Districts) (72 Burghs)
1. Ayr Burghs (5)
2. Dumfries Burghs (5)
3. Elgin Burghs (6)
4. Falkirk Burghs (5)
5. Haddington Burghs (5)
6. Inverness Burghs (4)
7. Hawick Burghs (3)
8. Kilmarnock Burghs (5)
9. Kirkcaldy Burghs (4)
10. Leith Burghs (3)
11. Montrose Burghs (5)
12. St Andrews Burghs (7)
13. Stirling Burghs (5)
14. Wick Burghs (6)
15. Wigtown Burghs (4)

1885-1918 (13 Districts) (62 Burghs)
1. Ayr Burghs (5)
2. Dumfries Burghs (5)
3. Elgin Burghs (6)
4. Falkirk Burghs (5)
5. Hawick Burghs (3)
6. Inverness Burghs (4)
7. Kilmarnock Burghs (5)
8. Kirkcaldy Burghs (4)
9. Leith Burghs (3)
10. Montrose Burghs (5)
11. St Andrews Burghs (7)
12. Stirling Burghs (5)
13. Wick Burghs (6)

1918-1950 (6 Districts) (26 Burghs)
1. Ayr Burghs (6)
2. Dumbarton Burghs (2)
3. Dunfermline Burghs (4)
4. Kirkcaldy Burghs (6)
5. Montrose Burghs (5)
6. Stirling & Falkirk Burghs (3)